# Orsza Wschodnia
Orsza Wschodnia (biał. Орша-Усходняя, ros. Орша-Восточная) – stacja kolejowa w miejscowości Orsza, w rejonie orszańskim, w obwodzie witebskim, na Białorusi. Leży na linii Orsza - Krzyczew.